# Chaetocnema hortensis
Chaetocnema hortensis är en skalbaggsart som först beskrevs av Geoffroy 1785.  Chaetocnema hortensis ingår i släktet Chaetocnema, och familjen bladbaggar. Arten är reproducerande i Sverige.